# Tommy Stjernfeldt
Tommy Stjernfeldt, född 12 mars 1954 i Ljungby, är en svensk sångare, gitarrist och låtskrivare. Han var verksam i det svenska dansbandet Wizex 1972-1983. 

### Fotnoter
1. ↑  ”Dansbandsbloggen”. 17 juli 2009. Arkiverad från originalet den 8 oktober 2011. https://web.archive.org/web/20111008191738/http://www.dansbandsbloggen.se/2009/07/fynda-dansbandsklassiker-pa-itunes.html. Läst 21 april 2011.